# Acrocomia glaucophylla
Acrocomia glaucophylla  es una especie de palma nativa de Brasil. 
Esta especie es citada en Flora Brasiliensis  por Carl Friedrich Philipp von Martius.
Según los "Reales Jardines Botánicos de Kew 
 esta sp. es sin. de Acrocomia aculeata. 